# Зобнев, Виктор Викторович
Виктор Викторович Зобнев (род. 07 июня 1964 года, город Рубцовск, Алтайский край, РСФСР, СССР) — российский предприниматель и государственный деятель, сенатор Российской Федерации (с 2021 года), член Комитета Совета Федерации по Регламенту и организации парламентской деятельности. 
Депутат Государственной думы РФ VII созыва, член фракции «Единая Россия», член комитета по делам национальностей.
Из-за поддержки нарушения территориальной целостности Украины во время российско-украинской войны находится под персональными международными санкциями  Евросоюза, США, Великобритании и ряда других стран.

## Биография
В 1989 году окончил Алтайский политехнический институт им. И. И. Ползунова по специальности «Инженер-механик». Имеет степень MBA (окончил Открытый университет Великобритании).
С 1981 года работал на Алтайском заводе тракторного электрооборудования слесарем механосборочных работ. В 1990 году назначен заместителем начальника по производству ПО «Алтайсельмаш». С 2005 года Виктор Зобнев являлся генеральным директором ОАО «Рубцовский проектно-конструкторский технологический институт», а с 2008 года — председателем совета директоров ЗАО «Рубцовский завод запасных частей». В 2012 году вошел в список «Топ-1000 региональных руководителей предприятий» по версии ИД «Коммерсант». Признан «Директором года» в Алтайском крае в 2007 и в 2014 годах. Награждён почетным знаком «За заслуги в развитии физической культуры и спорта РФ», медалью Алтайского края «За заслуги в труде».
В 2008 и 2011 годах избирался депутатом Алтайского краевого законодательного собрания.
В сентябре 2016 года избран депутатом Государственной думы РФ по Рубцовскому одномандатному избирательному округу от партии «Единая Россия». С 2017 года является президентом Алтайского фонда поддержки регионального сотрудничества и развития. Возглавляет Экспертный совет по законодательному обеспечению сельскохозяйственного, пищевого и строительно-дорожного машиностроения при профильном комитете Госдумы. Является координатором партийного проекта «Единой России» «Театры малых городов» по Алтайскому краю.
7 октября 2021 года депутаты нового созыва Алтайского краевого законодательного собрания избрали В. В. Зобнева сенатором Российской Федерации (он сменил в этой должности Сергея Белоусова).
Увлекается футболом. Женат, двое детей.

## Законотворческая деятельность
С 2016 по 2019 год, в течение исполнения полномочий депутата Государственной Думы VII созыва, выступил соавтором 13 законодательных инициатив и поправок к проектам федеральных законов.

## Критика
Руководимый Виктором Зобневым Рубцовский проектно-конструкторский технологический институт критиковали за получение и застройку земельного участка на территории парка у городской больницы N2 Рубцовска.
ООО «Фирма Инсайдер», учредителем которого ранее являлся Виктор Зобнев, СМИ и общественники критиковали за незаконное строительство в Барнаульском ленточном бору, на берегу озера Горькое-Перешеечное. По решению от 28.02.2017, Арбитражный суд Алтайского края обязал ООО «Фирма Инсайдер» демонтировать постройки и выплатить 12 тысяч рублей госпошлины. В настоящий момент решение находится в стадии обжалования.

## Награды
- Благодарность Правительства Российской Федерации (20 июля 2019 года) — за большой вклад в развитие российского парламентаризма и активную законотворческую деятельность[22]